# Edoardo Rubino
Pour les articles homonymes, voir Rubino (homonymie).
Edoardo Rubino, né le 8 décembre 1871 à Turin et mort le 16 janvier 1954 dans sa ville natale, est un sculpteur et dessinateur italien.

## Biographie
Né le 8 décembre 1871 à Turin, Edoardo Rubino étudie à l'Académie des Beaux-Arts de Turin. Il sculpte de nombreuses statues d'éminents personnages pour diverses villes italiennes ainsi que des tombes et des mausolées.
Edoardo Rubino meurt en 1954 dans sa ville natale.